# Шох, Рохус Рохусович
Рохус Рохусович Шох (род. 18 апреля 1962, Джамбул) — советский футболист, российский и казахстанский тренер, селекционер и футбольный функционер.
С 28 марта 2022 года — президент Профессиональной футбольной лиги Казахстана. В мае 2023 года назначен вице-президентом Казахстанской Федерации футбола.
Является инициатором создания и президентом юношеcкой лиги QJ League.

## Биография
Из украинских немцев.

### Игровая карьера
Начал заниматься футболом с 6 лет, тренировался в самой известной футбольной школе Казахской ССР, воспитанниками которой являлись многие известные советские футболисты, в том числе игрок сборной СССР С.Байшаков, В.Катков, В. Талгаев, Д. Огай, В. Масудов, О. Литвиненко, а также чемпион и обладатель кубка СССР Антон Шох и Олимпийский чемпион Евгений Яровенко. Выступал на позиции центрального защитника в клубах Второй лиги Первенства СССР «Жетысу» (Талды-Курган, Казахская ССР) и «Шахтер» (Павлоград, Украинская ССР). Закончил игровую карьеру в 26 лет.

### Тренерская и административная карьера
После завершения карьеры футболиста был приглашен в «Днепр» (Днепропетровск) на должность тренера-селекционера. В годы работы Рохуса Шоха в Днепроперовске, «Днепр» становился чемпион СССР (1988), обладателем Кубка СССР (1989), а также серебряным призером чемпионата Союза в 1989 году. В розыгрыше Кубка Чемпионов сезона 1989—1990 «Днепр» дошел до 1\4 финала.
В 1991 году переехал в Волгоград, где вошел в тренерский штаб местного «Ротора», в котором суммарно трудился почти 20 лет. В 1991 году «Ротор» стал последним победителем первенства Первой лиги СССР, в 1996 году завоевал бронзовые медали, а в 1993 и 1997 годах — серебряные. В 1995 дошел до финала кубка России, а в 1996 до финала Кубка Интертото УЕФА.
В 2005 году работал в ПФК ЦСКА (Москва) в должности технического директора, в том сезоне московский клуб стал победителем Чемпионата и Кубка России, а также завоевал Кубок УЕФА. В 2005—2007 годах занимал должность генерального директора ФК «Ростов». С 2011 по 2015 год — вице-президент ФК «Ротор».
В 2012 году был избран на должность президента Федерации футбола Волгоградской области. В 2020 году подал в отставку с должности в связи с занятостью в других проектах. В 2014 году был избран в члены исполкома РФС. С 2015 по 2017 годы работал в должности спортивного директора в «Урале» из Екатеринбурга.
В 2017 году был избран президентом МАОО «Союз Федераций футбола „Центр“» — крупнейшего МРО в структуре Российского футбольного союза со штаб-квартирой в Воронеже, в состав которого входят 12 российских регионов. В 2019 году назначен на должность советника президента РФС Александра Дюкова и возглавил Комитет массового футбола РФС.
2022-2023 гг. — президент Профессиональной футбольной лиги Казахстана..
Имеет два высших образования. В 1985 году закончил Джамбульский гидромелиоративно-строительный институт, а в 1991 — Днепропетровский Государственный институт физической культуры и спорта.
В 2002 году получил награду (нагрудный знак) Министерства спорта РФ «Отличник физической культуры и спорта».
Старший брат Антон — советский футболист.